# Danh mục tác phẩm của Johann Sebastian Bach
Có hơn 1000 tác phẩm do Johann Sebastian Bach sáng tác. Danh mục dưới đây liệt kê khoảng một nửa số tác phẩm đánh số theo BWV, kể cả các tác phẩm trong BWV Anhang (Phụ lục BWV).
Các tác phẩm khác của Bach theo hệ thống BWV được liệt kê như sau:
- Cantat BWV 1–224: xem danh mục cantat của Johann Sebastian Bach
- Hợp xướng BWV 250–438: xem danh mục hợp xướng của Johann Sebastian Bach
- Bài hát và aria (lĩnh xướng) BWV 439–518: xem danh mục bài hát và aria của Johann Sebastian Bach

## Tác phẩm thanh nhạc

### Cantata(1–224)
- Xem thêm Danh mục cantat của Johann Sebastian Bach

| Cantata 140, chương 1              |
|                                    |
| Dàn nhạc giao hưởng MIT trình diễn |

| Cantata 140, chương 2              |
|                                    |
| Dàn nhạc giao hưởng MIT trình diễn |

| Cantata 140, chương 3              |
|                                    |
| Dàn nhạc giao hưởng MIT trình diễn |

| Cantata 140, chương 4              |
|                                    |
| Dàn nhạc giao hưởng MIT trình diễn |

| Cantata 140, chương 5              |
|                                    |
| Dàn nhạc giao hưởng MIT trình diễn |

| Cantata 140, chương 6              |
|                                    |
| Dàn nhạc giao hưởng MIT trình diễn |

| Cantata 140, chương 7              |
|                                    |
| Dàn nhạc giao hưởng MIT trình diễn |

| Sinfonia BWV 156                                    |
|                                                     |
| trích trong cantata Ich Steh mit einem Fuß im Grabe |

### Thánh ca ngắn(225–231)
- BWV 225 — Singet dem Herrn ein neues Lied
- BWV 226 — Der Geist hilft unser Schwachheit auf
- BWV 227 — Jesu, meine Freude
- BWV 228 — Fürchte dich nicht
- BWV 229 — Komm, Jesu, komm!
- BWV 230 — Lobet den Herrn alle Heiden (Psalm 117)
- BWV 231 — Sei Lob und Preis mit Ehren (giả Bach; thực ra là một phần của một cantata hoặc thánh ca ngắn chưa hoàn chỉnh do Telemann sáng tác)

### Tác phẩm nhạc lễ nhà thờ bằngLatinh(232–243a)
- BWV 232 — Mixa Si thứ
- BWV 233 — Mixa Fa trưởng
- BWV 233a — Kyrie Fa trưởng (phiên bản Kyrie từ BWV 233)
- BWV 234 — Mixa La trưởng
- BWV 235 — Mixa Son thứ
- BWV 236 — Mixa Son trưởng
- BWV 237 — Sanctus Đô trưởng
- BWV 238 — Sanctus Rê trưởng
- BWV 239 — Sanctus Rê thứ
- BWV 240 — Sanctus Son trưởng
- BWV 241 — Sanctus Rê trưởng (soạn lại Sanctus từ Missa superba của Johann Kaspar Kerll)
- BWV 242 — Christe Eleison Son thứ
- BWV 243 — Magnificat Rê trưởng
- BWV 243a — Magnificat Mi-giáng trưởng (earlier version of BWV 243)

### Passion (thương khó) vàoratorio(thanh xướng kịch) (244–249)
- BWV 244 — Passion thánh Matthew (Matthäus-Passion)
- BWV 244a — Klagt, Kinder, klagt es aller Welt (Trauerkantate (cantata tang lễ) cho Leopold xứ Anhalt-Köthen)
- BWV 244b — Matthäus-Passion (phiên bản trước)
- BWV 245 — Passion thánh John (Johannes-Passion)
- BWV 245a — Himmel reisse, Welt erbebe (aria trích trong phiên bản thứ hai của Passion Thánh Gioan)
- BWV 245b — Zerschmettert mich, ihr Felsen und ihr Hügel (aria trích trong phiên bản thứ hai của Passion Thánh Gioan)
- BWV 245c — Ach, windet euch nicht so, geplagte Seelen (aria trích trong phiên bản thứ 2 Passion Thánh Gioan)
- BWV 246 — Passion thánh Luke (Lukas-Passion) (giả Bach, tác giả chưa rõ)
- BWV 247 — Passion thánh Mark (Markus-Passion) (lời thì còn nhưng phần lớn nhạc thì mất)
- BWV 248 — Oratorio Giáng sinh (Weihnachts-Oratorium)
- BWV 249 — Oratorio Phục sinh (Oster-Oratorium)

### Cantatthế tục (249–249)
- BWV 249a — Entfliehet, verschwindet, entweichet, ihr Sorgen
- BWV 249b — Verjaget, zerstreuet, zerrüttet, ihr Sterne

### Hợp xướng(250–438)
- Xem Danh mục hợp xướng của Johann Sebastian Bach

### Bài hátvàaria(439–518)
- Xem Danh mục bài hát và aria của Johann Sebastian Bach

### Bài hát (519–523)
- BWV 519 — Hier lieg' ich nun
- BWV 520 — Das walt' mein Gott
- BWV 521 — Gott mein Herz dir Dank
- BWV 522 — Meine Seele, lass es gehen
- BWV 523 — Ich gnüge mich an meinem Stande

### Quodlibet(524)
- BWV 524 — Quodlibet hôn lễ

## Tác phẩm cho organ

### Sonata tam tấucho organ (525–530)
- BWV 525 — Sonata tam tấu Mi giáng trưởng
- BWV 526 — Sonata tam tấu Đô thứ
- BWV 527 — Sonata tam tấu Rê thứ
- BWV 528 — Sonata tam tấu Mi thứ
- BWV 528a — Andante Rê thứ (bản khác của chương 2 lấy từ BWV 528)
- BWV 529 — Sonata tam tấu Đô trưởng
- BWV 530 — Sonata tam tấu Son trưởng.

### Preludevàfuga,toccatavà fuga,fantasiavà fuga, vàpassacagliavà fuga cho organ (531–582)
- BWV 531 — Prelude và Fuga Đô trưởng
- BWV 532 — Prelude và Fuga Rê trưởng
- BWV 532a — Fuga Rê trưởng (bản khác của BWV 532)
- BWV 533 — Prelude và Fuga Mi thứ
- BWV 534 — Prelude và Fuga Fa thứ
- BWV 535 — Prelude và Fuga Son thứ
- BWV 535a — Prelude và Fuga Son thứ (bản khác, giản hóa của BWV 535)
- BWV 536 — Prelude và Fuga La trưởng
- BWV 536a — Prelude và Fuga La trưởng (bản khác của BWV 536 dựa trên bản thảo gốc)
- BWV 537 — Fantasia (Prelude) và Fuga Đô thứ
- BWV 538 — Toccata và Fuga Rê thứ ("Dorian")
- BWV 539 — Prelude và Fuga Rê thứ
- BWV 539a — Fuga Rê thứ (xem BWV 1000 soạn lại cho đàn luýt, chương 2 của BWV 1001 soạn lại cho violon)
- BWV 540 — Toccata và Fuga Fa trưởng
- BWV 541 — Prelude và Fuga Son trưởng
- BWV 542 — Fantasia và Fuga "Great" Son thứ
- BWV 542a — Fuga Son thứ (bản khác của fuga trong BWV 542)
- BWV 543 — Prelude và Fuga La thứ
- BWV 544 — Prelude và Fuga Si thứ
- BWV 545 — Prelude và Fuga Đô trưởng
- BWV 545a — Prelude và Fuga Đô trưởng (bản khác của BWV 545)
- BWV 545b — Prelude, Trio và Fuga Si trưởng (bản khác của BWV 545)
- BWV 546 — Prelude và Fuga Đô thứ
- BWV 547 — Prelude và Fuga Đô trưởng
- BWV 548 — Prelude và Fuga Mi thứ "Wedge"
- BWV 549 — Prelude và Fuga Đô thứ
- BWV 550 — Prelude và Fuga Son trưởng
- BWV 551 — Prelude và Fuga La thứ
- BWV 552 — Prelude và Fuga Mi giáng trưởng "thánh Anne" (in trong Clavier-Übung III)
- Tám prelude và fuga ngắn (553–560)
  - BWV 553 — Prelude ngắn và Fuga Đô trưởng (giả Bach, có thể của Johann Tobias Krebs]])
  - BWV 554 — Prelude ngắn và Fuga Rê thứ (giả Bach, có thể của Johann Tobias Krebs)
  - BWV 555 — Prelude ngắn và Fuga Mi thứ (giả Bach, có thể của Johann Tobias Krebs)
  - BWV 556 — Prelude ngắn và Fuga Fa trưởng (giả Bach, có thể của Johann Tobias Krebs)
  - BWV 557 — Prelude ngắn và Fuga Son trưởng (giả Bach, có thể của Johann Tobias Krebs)
  - BWV 558 — Prelude ngắn và Fuga Son thứ (giả Bach, có thể của Johann Tobias Krebs)
  - BWV 559 — Prelude ngắn và Fuga La thứ (giả Bach, có thể của Johann Tobias Krebs)
  - BWV 560 — Prelude ngắn và Fuga Si-giáng trưởng (giả Bach, có thể của Johann Tobias Krebs)
- BWV 561 — Fantasia và Fuga La thứ (giả Bach)
- BWV 562 — Fantasia và Fuga Đô thứ (fuga chưa hoàn thành)
- BWV 563 — Fantasia with imitation Si thứ (giả Bach)
- BWV 564 — Toccata, Adagio và Fuga Đô trưởng
- BWV 565 — Toccata và Fuga Rê thứ (tranh cãi)
- BWV 566 — Toccata và Fuga Mi trưởng (giả Bach)
- BWV 566a — Toccata Mi trưởng (bản trước của BWV 566)
- BWV 567 — Prelude Đô trưởng
- BWV 568 — Prelude Son trưởng
- BWV 569 — Prelude La thứ
- BWV 570 — Fantasia Đô trưởng
- BWV 571 — Fantasia (Concerto) Son trưởng (giả Bach)
- BWV 572 — Fantasia Son trưởng "Pièce d'Orgue"
- BWV 573 — Fantasia Đô trưởng (không hoành chỉnh, lấy từ Bản thảo cho Anna Magdalena Bach năm 1722)
- BWV 574 — Fuga Đô thứ
- BWV 574a — Fuga Đô thứ (bản khác của BWV 574)
- BWV 575 — Fuga Đô thứ
- BWV 576 — Fuga Son trưởng
- BWV 577 — Fuga Son trưởng 'à la Gigue' (giả Bach)
- BWV 578 — Fuga Son thứ "nhỏ"
- BWV 579 — Fuga theo chủ đề của Arcangelo Corelli (trích trong Op. 3, số 4); Si thứ
- BWV 580 — Fuga Rê trưởng (giả Bach)
- BWV 581 — Fuga Son trưởng (không phải của Bach, do Gottfried August Homilius sáng tác)
- BWV 581a — Fuga Son trưởng (giả Bach)
- BWV 582 — Passacaglia và Fuga Đô thứ

- Trục trặc khi nghe? Xem hướng dẫn.

### Tam tấu và các tác phẩm khác cho organ (583–591)
- BWV 583 — Trio Rê thứ (giả Bach)
- BWV 584 — Trio Son thứ (giả Bach)
- BWV 585 — Trio Đô thứ (giả Bach, dựa theo Johann Friedrich Fasch)
- BWV 586 — Trio Son trưởng (giả Bach, dựa theo Georg Philipp Telemann)
- BWV 587 — Aria Fa trưởng (giả Bach, dựa theo François Couperin)
- BWV 588 — Canzona Rê thứ
- BWV 589 — Alla Breve Rê trưởng (giả Bach)
- BWV 590 — Pastorale (Pastorella) Fa trưởng (chương đầu chưa hoàn chỉnh, ba chương sau hoàn chỉnh)
- BWV 591 — Mê cung hòa âm nhỏ (Kleines harmonisches Labyrinth) (giả Bach, có thể của Johann David Heinichen)

### Concertocho organ (592–598)
- BWV 592 — Concerto Son trưởng (dựa theo một concerto của Johann Ernst)
- BWV 592a — Concerto Son trưởng (soạn lại từ BWV 592 cho đàn clavico)
- BWV 593 — Concerto La thứ (dựa theo Concerto Op. 3/8 RV522 cho violon của Antonio Vivaldi)
- BWV 594 — Concerto Đô trưởng (dựa theo Concerto Op. 7/5 RV285a 'il grosso mogul' cho violon của Antonio Vivaldi)
- BWV 595 — Concerto Đô trưởng (dựa theo một concerto của Johann Ernst)
- BWV 596 — Concerto Rê thứ (dựa theo Antonio Vivaldi, Concerto grosso, Op. 3/11 RV565)
- BWV 597 — Concerto Mi-giáng trưởng (giả Bach, không rõ nguồn)
- BWV 598 — Pedalexercitium ("Pedal Exercise") Son thứ (ngẫu hứng do CPE Bach ghi lại)

### Prelude hợp xướngI:Orgelbüchlein(Sách nhỏ về organ) (599–644)
- BWV 599 — Mùa vọng — Nun komm, der Heiden Heiland
- BWV 600 — Mùa vọng — Gott, durch deine Güte (oder: Gottes-Sonh ist kommen)
- BWV 601 — Mùa vọng — Herr Christ, der ein'ge Gottes-Sohn (oder: Herr Gott, nun sei gepreiset)
- BWV 602 — Mùa vọng — Lob sei dem allmächtigen Gott
- BWV 603 — Giáng sinh — Puer natus in Bethlehem
- BWV 604 — Giáng sinh — Gelobet seist du, Jesu Christ
- BWV 605 — Giáng sinh — Der Tag, der ist so freudenreich
- BWV 606 — Giáng sinh — Vom Himmel hoch, da komm' ich her
- BWV 607 — Giáng sinh — Vom Himmel kam der Engel Schar
- BWV 608 — Giáng sinh — In dulci jubilo
- BWV 609 — Giáng sinh — Lobt Gott, ihr Christen, allzugleich
- BWV 610 — Giáng sinh — Jesu, meine Freude
- BWV 611 — Giáng sinh — Christum wir sollen loben schon
- BWV 612 — Giáng sinh — Wir Christenleut'
- BWV 613 — Năm mới — Helft mir Gottes Güte preisen
- BWV 614 — Năm mới — Das alte Jahr vergangen ist
- BWV 615 — Năm mới— In dir ist Freude
- BWV 616 — Hiển linh — Mit Fried' und Freud' ich fahr' dahin
- BWV 617 — Hiển linh — Herr Gott, nun schleuß den Himmel auf
- BWV 618 — Mùa chay — O Lamm Gottes, unschuldig
- BWV 619 — Mùa chay — Christe, du Lamm Gottes
- BWV 620 — Mùa chay — Christus, der uns selig macht
- BWV 620a — Mùa chay — Christus, der uns selig macht (ältere Lesart)
- BWV 621 — Mùa chay — Da Jesus an dem Kreuze stund
- BWV 622 — Mùa chay — O Mensch, bewein dein Sünde groß
- BWV 623 — Mùa chay — Wir danken dir, Herr Jesu Christ
- BWV 624 — Mùa chay — Hilf Gott, daß mir's gelinge
- BWV 625 — Phục sinh — Christ lag in Todesbanden
- BWV 626 — Phục sinh — Jesus Christus, unser Heiland
- BWV 627 — Phục sinh — Christ ist erstanden
- BWV 628 — Phục sinh — Erstanden ist der heil'ge Christ
- BWV 629 — Phục sinh — Erschienen ist der herrliche Tag
- BWV 630 — Phục sinh — Heut' triumphieret Gottes Sohn
- BWV 631 — Hạ trần — Komm, Gott Schöpfer, heiliger Geist
- BWV 631a — Hạ trần — Komm, Gott Schöpfer, heiliger Geist (ältere Lesart)
- BWV 632 — Herr Jesu Christ, dich zu uns wend'
- BWV 633 — Liebster Jesu, wir sind hier
- BWV 634 — Liebster Jesu, wir sind hier (bản khác của BWV 633)
- BWV 635 — Dies sind die heil'gen zehn Gebot'
- BWV 636 — Vater unser im Himmelreich
- BWV 637 — Durch Adams Fall ist ganz verderbt
- BWV 638 — Es ist das Heil uns kommen her
- BWV 639 — Ich ruf' zu dir, Herr Jesu Christ
- BWV 640 — In dich hab' ich gehoffet, Herr
- BWV 641 — Wenn wir in höchsten Nöten sein
- BWV 642 — Wer nur den lieben Gott läßt walten
- BWV 643 — Alle Menschen müssen sterben
- BWV 644 — Ach wie nichtig, ach wie flüchtig

### Prelude hợp xướng II:Hợp xướng Schübler(645–650)
- BWV 645 — Wachet auf, ruft uns die Stimme
- BWV 646 — Wo soll ich fliehen hin (oder: Auf meinen lieben Gott)
- BWV 647 — Wer nur den lieben Gott läßt walten
- BWV 648 — Meine Seele erhebt den Herren
- BWV 649 — Ach, bleib bei uns, Herr Jesu Christ
- BWV 650 — Kommst du nun, Jesu, vom Himmel herunter

### Prelude hợp xướng III: Prelude hợp xướng "Leipzig" (hợp xướng "Bộ Thập Bát Đại") (651–668)
- BWV 651 — Fantasia super: Komm, Heiliger Geist, Herre Gott
- BWV 651a — Fantasia (Präludium) super: Komm, Heiliger Geist, Herre Gott (ältere, Weimarer Fassung)
- BWV 652 — Komm, Heiliger Geist, Herre Gott
- BWV 652a — Komm, Heiliger Geist, Herre Gott (ältere, Weimarer Fassung)
- BWV 653 — An Wasserflüssen Babylon
- BWV 653a — An Wasserflüssen Babylon alio modo a 4 (ältere, Weimarer Fassung)
- BWV 653b — An Wasserflüssen Babylon (Weimarer Urfassung)
- BWV 654 — Schmücke dich, o liebe Seele
- BWV 654a — Schmücke dich, o liebe Seele (ältere, Weimarer Fassung)
- BWV 655 — Trio super: Herr Jesu Christ, dich zu uns wend'
- BWV 655a — Trio super: Herr Jesu Christ, dich zu uns wend' (ältere, Weimarer Fassung)
- BWV 655b — Herr Jesu Christ, dich zu uns wend'
- BWV 655c — Herr Jesu Christ, dich zu uns wend'
- BWV 656 — O Lamm Gottes, unschuldig
- BWV 656a — O Lamm Gottes, unschuldig (ältere, Weimarer Fassung)
- BWV 657 — Nun danket alle Gott (ältere Weimarer und Leipziger Fassung)
- BWV 658 — Von Gott will ich nicht lassen
- BWV 658a — Fantasia super: Von Gott will ich nicht lassen (ältere, Weimarer Fassung)
- BWV 659 — Nun komm, der Heiden Heiland
- BWV 659a — Fantasia super: Nun komm, der Heiden Heiland (ältere, Weimarer Fassung)
- BWV 660 — Trio super: Nun komm, der Heiden Heiland
- BWV 660a — Nun komm, der Heiden Heiland (ältere, Weimarer Fassung)
- BWV 660b — Nun komm, der Heiden Heiland
- BWV 661 — Nun komm, der Heiden Heiland
- BWV 661a — Nun komm, der Heiden Heiland (ältere, Weimarer Fassung)
- BWV 662 — Allein Gott in der Höh' sei Ehr'
- BWV 662a — Allein Gott in der Höh' sei Ehr' (ältere, Weimarer Fassung)
- BWV 663 — Allein Gott in der Höh' sei Ehr'
- BWV 663a — Allein Gott in der Höh' sei Ehr' (ältere, Weimarer Fassung)
- BWV 664 — Trio super: Allein Gott in der Höh' sei Ehr'
- BWV 664a/b — Trio super: Allein Gott in der Höh' sei Ehr' (ältere Weimarer Fassung/Entwurf)
- BWV 665 — Jesus Christus, unser Heiland
- BWV 665a — Jesus Christus, unser Heiland (in organo pleno) (ältere, Weimarer Fassung)
- BWV 666 — Jesus Christus, unser Heiland (alio modo)
- BWV 666a — Jesus Christus, unser Heiland (ältere, Weimarer Fassung)
- BWV 667 — Komm, Gott Schöpfer, heiliger Geist
- BWV 667a/b — Komm, Gott Schöpfer, heiliger Geist (ältere, Weimarer Fassungen)
- BWV 668 — Vor deinen Thron tret' ich (Fragment)
- BWV 668a — Wenn wir in höchsten Nöten (Diktatschrift: Fragment)

### Prelude hợp xướng IV: "Mixa organ Đức", nằm trong Clavier-Übung III (669–689)
- BWV 669 — Kyrie (bản lớn) — Kyrie, Gott Vater in Ewigkeit
- BWV 670 — Kyrie (bản lớn) — Christe, aller Welt Trost
- BWV 671 — Kyrie (bản lớn) — Kyrie, Gott heiliger Geist
- BWV 672 — Kyrie (bản nhỏ) — Kyrie, Gott Vater in Ewigkeit
- BWV 673 — Kyrie (bản nhỏ) — Christe, aller Welt Trost
- BWV 674 — Kyrie (bản nhỏ) — Kyrie, Gott heiliger Geist
- BWV 675 — Gloria — Allein Gott in der Höh' sei Ehr' (bản nhỏ)
- BWV 676 — Gloria — Allein Gott in der Höh' sei Ehr' (bản lớn)
- BWV 677 — Gloria — Fughetta super: Allein Gott in der Höh' sei Ehr' (bản nhỏ)
- BWV 678 — Mười điều răn — Dies sind die heil'gen zehn Gebot' (bản lớn)
- BWV 679 — Mười điều răn — Fughetta super: Dies sind die heil'gen zehn Gebot' (bản nhỏ)
- BWV 680 — Credo — Wir glauben all' an einen Gott (bản lớn)
- BWV 681 — Credo — Fughetta super: Wir glauben all' an einen Gott (bản nhỏ)
- BWV 682 — Kinh Lạy Cha — Vater unser im Himmelreich (bản lớn)
- BWV 683 — Kinh Lạy Cha — Vater unser im Himmelreich (bản nhỏ)
- BWV 683a — Kinh Lạy Cha — Vater unser im Himmelreich (bản nhỏ, biến thể của BWV 683)
- BWV 684 — Báp têm — Christ, unser Herr, zum Jordan kam (bản lớn)
- BWV 685 — Báp têm — Christ, unser Herr, zum Jordan kam (bản nhỏ) Alio modo
- BWV 686 — Sám hối — Aus tiefer Not schrei ich zu dir (bản lớn)
- BWV 687 — Sám hối — Aus tiefer Not schrei ich zu dir (bản nhỏ)
- BWV 688 — Ban thánh thể — Jesus Christus, unser Heiland, der von uns den Zorn Gottes wandt (bản lớn)
- BWV 689 — Ban thánh thể — Fuga super: Jesus Christus, unser Heiland (bản nhỏ)

### Prelude hợp xướng V:Prelude hợp xướng Kirnberger(690–713)
- BWV 690 — Wer nur den lieben Gott läßt walten
- BWV 691 — Wer nur den lieben Gott läßt walten
- BWV 691a — Wer nur den lieben Gott läßt walten
- BWV 692 — Ach, Gott und Herr (không phải của Bach, do Johann Gottfried Walther soạn)
- BWV 692a — Ach, Gott und Herr (không phải của Bach, do Johann Gottfried Walther soạn)
- BWV 693 — Ach, Gott und Herr (không phải của Bach, do Johann Gottfried Walther soạn)
- BWV 694 — Wo soll ich fliehen hin
- BWV 695 — Christ lag in Todesbanden
- BWV 695a — Christ lag in Todesbanden
- BWV 696 — Fughetta: Christum wir sollen loben schon
- BWV 697 — Fughetta: Gelobet seist du, Jesu Christ
- BWV 698 — Fughetta: Herr Christ, der ein'ge Gottes-Sohn
- BWV 699 — Fughetta: Nun komm, der Heiden Heiland
- BWV 700 — Vom Himmel hoch, da komm' ich her
- BWV 701 — Fughetta: Vom Himmel hoch, da komm' ich her
- BWV 702 — Fughetta: Das Jesulein soll doch mein Trost
- BWV 703 — Fughetta: Gottes-Sohn ist kommen
- BWV 704 — Fughetta: Lob sei dem allmächtigen Gott
- BWV 705 — Durch Adams Fall ist ganz verderbt
- BWV 706 — Liebster Jesu, wir sind hier
- BWV 707 — Ich hab' mein' Sach' Gott heimgestellt
- BWV 708 — Ich hab' mein' Sach' Gott heimgestellt
- BWV 708a — Ich hab' mein' Sach' Gott heimgestellt
- BWV 709 — Herr Jesu Christ, dich zu uns wend'
- BWV 710 — Wir Christenleut'
- BWV 711 — Allein Gott in der Höh' sei Ehr'
- BWV 712 — In dich hab' ich gehoffet, Herr
- BWV 713 — Fantasia: Jesu, meine Freude
- BWV 713a — Fantasia sopra: Jesu, meine Freude

### Prelude hợp xướng khác (714–764)
- BWV 714 — Ach Gott und Herr
- BWV 715 — Allein Gott in der Höh sei Ehr
- BWV 716 — Fuga super Allein Gott in der Höh sei Ehr
- BWV 717 — Allein Gott in der Höh sei Ehr'
- BWV 718 — Christ lag in Todes banden
- BWV 719 — Der Tag, der ist so freudenreich
- BWV 720 — Ein feste Burg ist unser Gott
- BWV 721 — Erbarm dich mein, o Herre Gott
- BWV 722 — Gelobet seist du, Jesu Christ
- BWV 723 — Gelobet seist du, Jesu Christ
- BWV 724 — Gott, durch deine Güte (Gottes Sohn ist kommen)
- BWV 725 — Herr Gott, dich loben wir
- BWV 726 — Herr Jesu Christ, dich zu uns wend
- BWV 727 — Herzlich tut mich verlangen
- BWV 728 — Jesus, meine Zuversicht (trích trong Bản thảo cho Anna Magdalena Bach 1722)
- BWV 729 — In dulci jubilo
- BWV 730 — Liebster Jesu, wir sind hier
- BWV 731 — Liebster Jesu, wir sind hier
- BWV 732 — Lobt Gott, ihr Christen, allzugleich
- BWV 733 — Meine Seele erhebt den Herren (Magnificat)
- BWV 734 — Nun freut euch, lieben Christen/Es ist gewisslich an der Zeit
- BWV 735 — Valet will ich dir geben
- BWV 736 — Valet will ich dir geben
- BWV 737 — Vater unser im Himmelreich
- BWV 738 — Von Himmel hoch, da komm' ich her
- BWV 738a — Von Himmel hoch, da komm' ich her
- BWV 739 — Wie schön leuchtet der Morgenstern
- BWV 740 — Wir glauben all' an einen Gott, Vater (giả)
- BWV 741 — Ach Gott, von Himmel sieh' darein
- BWV 742 — Ach Herr, mich armen Sünder
- BWV 743 — Ach, was ist doch unser Leben
- BWV 744 — Auf meinen lieben Gott (không phải của Bach, có thể của Johann Tobias Krebs)
- BWV 745 — Aus der Tiefe rufe ich (không phải của Bach, của Carl Philipp Emanuel Bach)
- BWV 746 — Christ ist erstanden (không phải của Bach, của Johann Caspar Ferdinand Fischer)
- BWV 747 — Christus, der uns selig macht
- BWV 748 — Gott der Vater wohn' uns bei (không phải của Bach, của Johann Gottfried Walther)
- BWV 748a — Gott der Vater wohn' uns bei
- BWV 749 — Herr Jesu Christ, dich zu uns wend'
- BWV 750 — Herr Jesu Christ, mein's Lebens Licht
- BWV 751 — In dulci jubilo
- BWV 752 — Jesu, der du meine Seele
- BWV 753 — Jesu, meine Freude
- BWV 754 — Liebster Jesu, wir sind hier
- BWV 755 — Nun freut euch, lieben Christen
- BWV 756 — Nun ruhen alle Wälder
- BWV 757 — O Herre Gott, dein göttlich's Wort
- BWV 758 — O Vater, allmächtiger Gott
- BWV 759 — Schmücke dich, o liebe Seele (không phải của Bach, của Gottfried August Homilius)
- BWV 760 — Vater unser im Himmelreich (không phải của Bach, của Georg Böhm)
- BWV 761 — Vater unser im Himmelreich (không phải của Bach, của Georg Böhm)
- BWV 762 — Vater unser im Himmelreich
- BWV 763 — Wie schön leuchtet der Morgenstern
- BWV 764 — Wie schön leuchtet der Morgernstern

### Biến tấupartitavà hợp xướng (765–771)
- BWV 765 — Partita hợp xướng "Wir glauben all' an einen Gott" (giả Bach)
- BWV 766 — Partita hợp xướng "Christ, der du bist der helle Tag"
- BWV 767 — Partita hợp xướng "O Gott, du frommer Gott"
- BWV 768 — Partita hợp xướng "Sei gegrüsset, Jesu gütig"
- BWV 769 — Biến tấu canon dựa trên "Vom Himmel hoch, da komm' ich her"
- BWV 770 — Biến tấu hợp xướng "Ach, was soll ich Sünder machen" (giả Bach)
- BWV 771 — Biến tấu hợp xướng "Allein Gott in der Höh' sei Ehr'" (không phải của Bach, có thể do Andreas Nicolaus Vetter sáng tác)

## Tác phẩm chođàn clavico

### Invention và sinfonia(772–801)
- BWV 772 — Invention số 1 Đô trưởng
- BWV 772a — Invention số 1 Đô trưởng (bản khác của BWV 772)
- BWV 773 — Invention số 2 Đô thứ
- BWV 774 — Invention số 3 Rê trưởng
- BWV 775 — Invention số 4 Rê thứ
- BWV 776 — Invention số 5 Mi giáng trưởng
- BWV 777 — Invention số 6 Mi trưởng
- BWV 778 — Invention số 7 Mi thứ
- BWV 779 — Invention số 8 Fa trưởng
- BWV 780 — Invention số 9 Fa thứ
- BWV 781 — Invention số 10 Son trưởng
- BWV 782 — Invention số 11 Son thứ
- BWV 783 — Invention số 12 La trưởng
- BWV 784 — Invention số 13 La thứ
- BWV 785 — Invention số 14 Si giáng trưởng
- BWV 786 — Invention số 15 Si thứ
- BWV 787 — Sinfonia số 1 Đô trưởng
- BWV 788 — Sinfonia số 2 Đô thứ
- BWV 789 — Sinfonia số 3 Rê trưởng
- BWV 790 — Sinfonia số 4 Rê thứ
- BWV 791 — Sinfonia số 5 Mi giáng trưởng
- BWV 792 — Sinfonia số 6 Mi trưởng
- BWV 793 — Sinfonia số 7 Mi thứ
- BWV 794 — Sinfonia số 8 Fa trưởng
- BWV 795 — Sinfonia số 9 Fa thứ
- BWV 796 — Sinfonia số 10 Son trưởng
- BWV 797 — Sinfonia số 11 Son thứ
- BWV 798 — Sinfonia số 12 La trưởng
- BWV 799 — Sinfonia số 13 La thứ
- BWV 800 — Sinfonia số 14 Si giáng trưởng
- BWV 801 — Sinfonia số 15 Si thứ

| Sinfonia số 1                           |
|                                         |
| Randolph Hokanson trình diễn trên piano |

| Sinfonia số 2                           |
|                                         |
| Randolph Hokanson trình diễn trên piano |

| Sinfonia số 3                           |
|                                         |
| Randolph Hokanson trình diễn trên piano |

| Sinfonia số 4                           |
|                                         |
| Randolph Hokanson trình diễn trên piano |

| Sinfonia số 5                           |
|                                         |
| Randolph Hokanson trình diễn trên piano |

| Sinfonia số 6                           |
|                                         |
| Randolph Hokanson trình diễn trên piano |

| Sinfonia số 7                           |
|                                         |
| Randolph Hokanson trình diễn trên piano |

| Sinfonia số 8                           |
|                                         |
| Randolph Hokanson trình diễn trên piano |

| Sinfonia số 9                           |
|                                         |
| Randolph Hokanson trình diễn trên piano |

| Sinfonia số 10                          |
|                                         |
| Randolph Hokanson trình diễn trên piano |

| Sinfonia số 11                          |
|                                         |
| Randolph Hokanson trình diễn trên piano |

| Sinfonia số 12                          |
|                                         |
| Randolph Hokanson trình diễn trên piano |

| Sinfonia số 13                          |
|                                         |
| Randolph Hokanson trình diễn trên piano |

| Sinfonia số 14                          |
|                                         |
| Randolph Hokanson trình diễn trên piano |

| Sinfonia số 15                          |
|                                         |
| Randolph Hokanson trình diễn trên piano |

### Bốn duet trong Clavier-Übung III (802–805)
- BWV 802 — Duet Mi thứ
- BWV 803 — Duet Fa trưởng
- BWV 804 — Duet Son trưởng
- BWV 805 — Duet La thứ

### Tổ khúc Anh(806–811)
- BWV 806 — Tổ khúc Anh số 1 La trưởng
- BWV 807 — Tổ khúc Anh số 2 La thứ
- BWV 808 — Tổ khúc Anh số 3 Son thứ
- BWV 809 — Tổ khúc Anh số 4 Fa trưởng
- BWV 810 — Tổ khúc Anh số 5 Mi thứ
- BWV 811 — Tổ khúc Anh số 6 Rê thứ

| Tổ khúc Anh số 1 La trưởng - prelude |
|                                      |
| Martha Goldstein biểu diễn           |

| Tổ khúc Anh số 1 La trưởng - Allemande |
|                                        |
| Martha Goldstein biểu diễn             |

| Tổ khúc Anh số 1 La trưởng - Courante I |
|                                         |
| Martha Goldstein biểu diễn              |

| Tổ khúc Anh số 1 La trưởng - Courante II |
|                                          |
| Martha Goldstein biểu diễn               |

| Tổ khúc Anh số 1 La trưởng - Double I |
|                                       |
| Martha Goldstein biểu diễn            |

| Tổ khúc Anh số 1 La trưởng - Double II |
|                                        |
| Martha Goldstein biểu diễn             |

| Tổ khúc Anh số 1 La trưởng - Sarabande |
|                                        |
| Martha Goldstein biểu diễn             |

| Tổ khúc Anh số 1 La trưởng - Bouree I và II |
|                                             |
| Martha Goldstein biểu diễn                  |

| Tổ khúc Anh số 1 La trưởng - Gigue |
|                                    |
| Martha Goldstein biểu diễn         |

| Tổ khúc Anh số 3 Son thứ - Prelude |
|                                    |
| Martha Goldstein biểu diễn         |

| Tổ khúc Anh số 3 Son thứ - Allemande |
|                                      |
| Martha Goldstein biểu diễn           |

| Tổ khúc Anh số 3 in Son thứ - Courante |
|                                        |
| Martha Goldstein biểu diễn             |

| Tổ khúc Anh số 3 Son thứ - Sarabande |
|                                      |
| Martha Goldstein biểu diễn           |

| Tổ khúc Anh số 3 Son thứ - Gavotte I và II |
|                                            |
| Martha Goldstein biểu diễn                 |

| Tổ khúc Anh số 3 Son thứ - Gigue |
|                                  |
| Martha Goldstein biểu diễn       |

### Tổ khúc Pháp(812–817)
- BWV 812 — Tổ khúc Pháp số 1 Rê thứ
- BWV 813 — Tổ khúc Pháp số 2 Đô thứ
- BWV 814 — Tổ khúc Pháp số 3 Si thứ
- BWV 815 — Tổ khúc Pháp số 4 Mi giáng trưởng
- BWV 815a — Tổ khúc Pháp số 4 Mi giáng trưởng (thêm vào một số chương)
- BWV 816 — Tổ khúc Pháp số 5 Son trưởng
- BWV 817 — Tổ khúc Pháp số 6 Mi trưởng

### Tổ khúc khác (818–824)
- BWV 818 — Tổ khúc La thứ
- BWV 818a — Tổ khúc La thứ (bản khác của BWV 818)
- BWV 819 — Tổ khúc Mi giáng trưởng
- BWV 819a — Tổ khúc Mi giáng trưởng (phiên bản khác của chương một trong BWV 819)
- BWV 820 — Overture (Tổ khúc) Fa trưởng
- BWV 821 — Tổ khúc Si giáng trưởng
- BWV 822 — Tổ khúc Son thứ
- BWV 823 — Tổ khúc Fa thứ
- BWV 824 — Tổ khúc La thứ

### Partita cho keyboard(trong Clavier-Übung I) (825–830)
- BWV 825 — Partita số 1 Si giáng trưởng
- BWV 826 — Partita số 2 Đô thứ
- BWV 827 — Partita số 3 La thứ
- BWV 828 — Partita số 4 Rê trưởng
- BWV 829 — Partita số 5 Son trưởng
- BWV 830 — Partita số 6 Mi thứ

### OuverturePháp, trong Clavier-Übung II (831)
- BWV 831 — Ouverture kiểu Pháp, Si thứ

### Tổ khúc và các đoạn tổ khúc (832–845)
- BWV 832 — Partita La trưởng
- BWV 833 — Prelude và Partita Fa trưởng
- BWV 834 — Allemande Đô thứ
- BWV 835 — Allemande La thứ
- BWV 836 — Allemande Son thứ
- BWV 837 — Allemande Son thứ
- BWV 838 — Allemande và Courante La trưởng
- BWV 839 — Sarabande Son thứ
- BWV 840 — Courante Son trưởng
- BWV 841 — Minuet Son trưởng (lấy trong Bản thảo cho Anna Magdalena Bach 1722)
- BWV 842 — Minuet Son thứ
- BWV 843 — Minuet Son trưởng
- BWV 844 — Scherzo Rê thứ
- BWV 844a — Scherzo Rê thứ (bản khác của BWV 844)
- BWV 845 — Gigue Fa thứ

### Klavier bình quân luật(846–893)
- BWV 846 — Klavier bình quân luật, Tập 1: Prelude và Fuga số 1 Đô trưởng
- BWV 846a — Prelude và Fuga Đô trưởng (bản khác của BWV 846)
- BWV 847 — Klavier bình quân luật, Tập 1: Prelude và Fuga số 2 Đô thứ
- BWV 848 — Klavier bình quân luật, Tập 1: Prelude và Fuga số 3 Đô thăng trưởng
- BWV 849 — Klavier bình quân luật, Tập 1: Prelude và Fuga số 4 Đô thăng thứ
- BWV 850 — Klavier bình quân luật, Tập 1: Prelude và Fuga số 5 Rê trưởng
- BWV 851 — Klavier bình quân luật, Tập 1: Prelude và Fuga số 6 Rê thứ
- BWV 852 — Klavier bình quân luật, Tập 1: Prelude và Fuga số 7 Mi giáng trưởng
- BWV 853 — Klavier bình quân luật, Tập 1: Prelude và Fuga số 8 Mi giáng thứ (Bản Fuga của tác phẩm này theo giọng Rê thăng thứ, khóa trùng âm là Mi giáng thứ)
- BWV 854 — Klavier bình quân luật, Tập 1: Prelude và Fuga số 9 Mi trưởng
- BWV 855 — Klavier bình quân luật, Tập 1: Prelude và Fuga số 10 Mi thứ
- BWV 855a — Prelude và Fuga Mi thứ (bản khác của BWV 855)
- BWV 856 — Klavier bình quân luật, Tập 1: Prelude và Fuga số 11 Fa trưởng
- BWV 857 — Klavier bình quân luật, Tập 1: Prelude và Fuga số 12 Fa thứ
- BWV 858 — Klavier bình quân luật, Tập 1: Prelude và Fuga số 13 Fa thăng trưởng
- BWV 859 — Klavier bình quân luật, Tập 1: Prelude và Fuga số 14 Fa thăng thứ
- BWV 860 — Klavier bình quân luật, Tập 1: Prelude và Fuga số 15 Son trưởng
- BWV 861 — Klavier bình quân luật, Tập 1: Prelude và Fuga số 16 Son thứ
- BWV 862 — Klavier bình quân luật, Tập 1: Prelude và Fuga số 17 La giáng trưởng
- BWV 863 — Klavier bình quân luật, Tập 1: Prelude và Fuga số 18 Son giáng thứ
- BWV 864 — Klavier bình quân luật, Tập 1: Prelude và Fuga số 19 La trưởng
- BWV 865 — Klavier bình quân luật, Tập 1: Prelude và Fuga số 20 La thứ
- BWV 866 — Klavier bình quân luật, Tập 1: Prelude và Fuga số 21 Si giáng trưởng
- BWV 867 — Klavier bình quân luật, Tập 1: Prelude và Fuga số 22 Si giáng thứ
- BWV 868 — Klavier bình quân luật, Tập 1: Prelude và Fuga số 23 Si trưởng
- BWV 869 — Klavier bình quân luật, Tập 1: Prelude và Fuga số 24 Si thứ
- BWV 870 — Klavier bình quân luật, Tập 2: Prelude và Fuga số 1 Đô trưởng
- BWV 870a — Prelude và Fuga Đô trưởng (bản khác của BWV 870)
- BWV 870b — Prelude Đô trưởng (bản khác của BWV 870)
- BWV 871 — Klavier bình quân luật, Tập 2: Prelude và Fuga số 2 Đô thứ
- BWV 872 — Klavier bình quân luật, Tập 2: Prelude và Fuga số 3 Đô thăng trưởng
- BWV 872a — Prelude và Fuga Đô thăng trưởng (bản khác của BWV 872)
- BWV 873 — Klavier bình quân luật, Tập 2: Prelude và Fuga số 4 Đô thăng thứ
- BWV 874 — Klavier bình quân luật, Tập 2: Prelude và Fuga số 5 Rê trưởng
- BWV 875 — Klavier bình quân luật, Tập 2: Prelude và Fuga số 6 Rê thứ
- BWV 875a — Prelude Rê thứ (bản khác của BWV 875)
- BWV 876 — Klavier bình quân luật, Tập 2: Prelude và Fuga số 7 Mi giáng trưởng
- BWV 877 — Klavier bình quân luật, Tập 2: Prelude và Fuga số 8 Rê thăng thứ
- BWV 878 — Klavier bình quân luật, Tập 2: Prelude và Fuga số 9 Mi trưởng
- BWV 879 — Klavier bình quân luật, Tập 2: Prelude và Fuga số 10 Mi thứ
- BWV 880 — Klavier bình quân luật, Tập 2: Prelude và Fuga số 11 Fa trưởng
- BWV 881 — Klavier bình quân luật, Tập 2: Prelude và Fuga số 12 Fa thứ
- BWV 882 — Klavier bình quân luật, Tập 2: Prelude và Fuga số 13 Fa thăng trưởng
- BWV 883 — Klavier bình quân luật, Tập 2: Prelude và Fuga số 14 Fa thăng thứ
- BWV 884 — Klavier bình quân luật, Tập 2: Prelude và Fuga số 15 Son trưởng
- BWV 885 — Klavier bình quân luật, Tập 2: Prelude và Fuga số 16 Son thứ
- BWV 886 — Klavier bình quân luật, Tập 2: Prelude và Fuga số 17 La giáng trưởng
- BWV 887 — Klavier bình quân luật, Tập 2: Prelude và Fuga số 18 Son thăng thứ
- BWV 888 — Klavier bình quân luật, Tập 2: Prelude và Fuga số 19 La trưởng
- BWV 889 — Klavier bình quân luật, Tập 2: Prelude và Fuga số 20 La thứ
- BWV 890 — Klavier bình quân luật, Tập 2: Prelude và Fuga số 21 Si giáng trưởng
- BWV 891 — Klavier bình quân luật, Tập 2: Prelude và Fuga số 22 Si giáng thứ
- BWV 892 — Klavier bình quân luật, Tập 2: Prelude và Fuga số 23 Si trưởng
- BWV 893 — Klavier bình quân luật, Tập 2: Prelude và Fuga số 24 Si thứ

| Tập 1 - Prelude Đô trưởng                             |
|                                                       |
| Martha Goldstein biểu diễn trên đàn clavico xứ Vlaams |

| Ave Maria của Gounod                                                                                           |
| |
| Ave Maria của Gounod, dựa trên Prelude 1 trích trong tập 1, soạn lại cho piano và cello. John Michel biểu diễn |

| Tập 1 - Fuga Đô trưởng                                |
|                                                       |
| Martha Goldstein biểu diễn trên đàn clavico xứ Vlaams |

| Tập 1 - Prelude Đô thứ                                |
|                                                       |
| Martha Goldstein biểu diễn trên đàn clavico xứ Vlaams |

| Tập 1 - Fuga Đô thứ                                   |
|                                                       |
| Martha Goldstein biểu diễn trên đàn clavico xứ Vlaams |

| Tập 1 - Prelude Đô thăng thứ          |
|                                       |
| Martha Goldstein biểu diễn trên piano |

| Tập 1 - Fuga Đô thăng thứ             |
|                                       |
| Martha Goldstein biểu diễn trên piano |

| Tập 1 - Prelude Rê trưởng                             |
|                                                       |
| Martha Goldstein biểu diễn trên đàn clavico xứ Vlaams |

| Tập 1 - Fuga Rê trưởng                                |
|                                                       |
| Martha Goldstein biểu diễn trên đàn clavico xứ Vlaams |

| Tập 1 - Prelude Rê thứ                                |
|                                                       |
| Martha Goldstein biểu diễn trên đàn clavico xứ Vlaams |

| Tập 1 - fuga Rê thứ                                   |
|                                                       |
| Martha Goldstein biểu diễn trên đàn clavico xứ Vlaams |

| Tập 1 - prelude Mi giáng thứ                                     |
|                                                                  |
| Carlos Gardels biểu diễn trên piano. Với sự trợ giúp của Musopen |

| Tập 1 Prelude và Fuga Fa thăng trưởng |
|                                       |
| Raymond Smullyan biểu diễn trên piano |

| Tập 1 Prelude và Fuga Son thăng thứ   |
|                                       |
| Raymond Smullyan biểu diễn trên piano |

| Tập 1 - Prelude & Fuga La thứ                 |
|                                               |
| performed on a piano by Samuel Cormier-Iijima |

| Tập 1 - Prelude Si giáng trưởng                       |
|                                                       |
| Martha Goldstein biểu diễn trên đàn clavico xứ Vlaams |

| Tập 1 - Fuga Si giáng trưởng                          |
|                                                       |
| Martha Goldstein biểu diễn trên đàn clavico xứ Vlaams |

| Tập 1 Prelude và Fuga Si giáng thứ    |
|                                       |
| Raymond Smullyan biểu diễn trên piano |

| Tập 1 Prelude và Fuga Si trưởng       |
|                                       |
| Raymond Smullyan biểu diễn trên piano |

| Tập 2 Prelude và Fuga Đô thăng trưởng |
|                                       |
| Raymond Smullyan biểu diễn trên piano |

| Tập 2 Prelude và Fuga Mi trưởng        |
|                                        |
| Randolph Hokanson biểu diễn trên piano |

### Preludevàfuga,toccatavàfantasia(894–923)
- BWV 894 — Prelude và Fuga La thứ
- BWV 895 — Prelude và Fuga La thứ
- BWV 896 — Prelude và Fuga La trưởng
- BWV 897 — Prelude và Fuga La thứ
- BWV 898 — Prelude và Fuga Si giáng trưởng với tên ghi là B-A-C-H (nghi ngờ không phải của Bach)
- BWV 899 — Prelude và Fughetta Rê thứ
- BWV 900 — Prelude và Fughetta Mi thứ
- BWV 901 — Prelude và Fughetta Fa trưởng
- BWV 902 — Prelude và Fughetta Son trưởng
- BWV 902a — Prelude Son trưởng (bản khác của BWV 902)
- BWV 903 — Fantasia nửa cung và Fuga Rê thứ
- BWV 903a — Fantasia nửa cung Rê thứ (bản khác của BWV 903)
- BWV 904 — Fantasia và Fuga La thứ
- BWV 905 — Fantasia và Fuga Rê thứ
- BWV 906 — Fantasia và Fuga Đô thứ
- BWV 907 — Fantasia và Fughetta Si giáng trưởng
- BWV 908 — Fantasia và Fughetta Rê trưởng
- BWV 909 — Concerto và fuga Đô thứ
- BWV 910 — Toccata Fa thăng thứ
- BWV 911 — Toccata Đô thứ
- BWV 912 — Toccata Rê trưởng
- BWV 913 — Toccata Rê thứ
- BWV 914 — Toccata Mi thứ
- BWV 915 — Toccata Son thứ
- BWV 916 — Toccata Son trưởng
- BWV 917 — Fantasia Son thứ
- BWV 918 — Fantasia Đô thứ
- BWV 919 — Fantasia Đô thứ
- BWV 920 — Fantasia Son thứ
- BWV 921 — Prelude Đô thứ
- BWV 922 — Prelude La thứ
- BWV 923 — Prelude Si thứ (giả Bach, có thể của Wilhelm Hieronymus Pachelbel)

- Trục trặc khi nghe? Xem hướng dẫn.

### Prelude nhỏ trongClavier-Büchlein cho Wilhelm Friedemann Bach(924–932)
- BWV 924 — Prelude Đô trưởng
- BWV 924a — Prelude Đô trưởng (bản khác của BWV 924)
- BWV 925 — Prelude Rê trưởng
- BWV 926 — Prelude Rê thứ
- BWV 927 — Praeambulum Fa trưởng
- BWV 928 — Prelude Fa trưởng
- BWV 929 — Prelude Son thứ
- BWV 930 — Prelude Son thứ
- BWV 931 — Prelude La thứ
- BWV 932 — Prelude Mi thứ

### Sáu prelude nhỏ (933–938)
- BWV 933 — Prelude nhỏ Đô trưởng
- BWV 934 — Prelude nhỏ Đô thứ
- BWV 935 — Prelude nhỏ Rê thứ
- BWV 936 — Prelude nhỏ Rê trưởng
- BWV 937 — Prelude nhỏ Mi trưởng
- BWV 938 — Prelude nhỏ Mi thứ

### Năm prelude trong bộ sưu tập của Johann Peter Kellner (939–943)
- BWV 939 — Prelude Đô trưởng
- BWV 940 — Prelude Rê thứ
- BWV 941 — Prelude Mi thứ
- BWV 942 — Prelude La thứ
- BWV 943 — Prelude Đô trưởng

### Fuga và fughetta (944–962)
- BWV 944 — Fuga La thứ
- BWV 945 — Fuga Mi thứ
- BWV 946 — Fuga Đô trưởng
- BWV 947 — Fuga La thứ
- BWV 948 — Fuga Rê thứ
- BWV 949 — Fuga La trưởng
- BWV 950 — Fuga La trưởng theo chủ đề của Tomaso Albinoni
- BWV 951 — Fuga Si thứ theo chủ đề của Tomaso Albinoni
- BWV 951a — Fuga Si thứ (bản khác của BWV 951)
- BWV 952 — Fuga Đô trưởng
- BWV 953 — Fuga Đô trưởng
- BWV 954 — Fuga Si giáng trưởng theo chủ đề của Johann Adam Reincken
- BWV 955 — Fuga Si giáng trưởng
- BWV 956 — Fuga Mi thứ
- BWV 957 — Fuga Son trưởng
- BWV 958 — Fuga La thứ
- BWV 959 — Fuga La thứ
- BWV 960 — Fuga Mi thứ
- BWV 961 — Fughetta Đô thứ
- BWV 962 — Fughetta Mi thứ

### Sonatavà các đoạn sonata (963–970)
- BWV 963 — Sonata Rê trưởng
- BWV 964 — Sonata Rê thứ (soạn lại của Sonata số 2 cho violon độc tấu, BWV 1003)
- BWV 965 — Sonata La thứ (dựa theo Hortus Musicus số 1-5 của Johann Adam Reincken)
- BWV 966 — Sonata Đô trưởng (dựa theo Hortus Musicus số 11-15 của Johann Adam Reincken)
- BWV 967 — Sonata La thứ (chỉ một chương, soạn lại từ một vở sonata thính phòng của tác giả vô danh)
- BWV 968 — Adagio Son trưởng (dựa theo chương 1 của sonata số 3 cho violon độc tấu, BWV 1005)
- BWV 969 — Andante Son thứ
- BWV 970 — Presto Rê thứ

### Concerto Ý, in trong Clavier-Übung II (971)
- BWV 971 — Concerto Ý, Fa trưởng

- Trục trặc khi nghe? Xem hướng dẫn.

### Concerto của các soạn giả khác được soạn lại cho keyboard (972–987)
- BWV 972 — Concerto Rê trưởng (soạn lại Concerto Op. 3/9 RV230 của Antonio Vivaldi)
- BWV 973 — Concerto Son trưởng (soạn lại Concerto Op. 7/2 RV188 của Antonio Vivaldi)
- BWV 974 — Concerto Rê thứ (soạn lại Concerto cho ôboa Rê thứ của Alessandro Marcello)
- BWV 975 — Concerto Son thứ (soạn lại Concerto Op. 4/6 RV316a của Antonio Vivaldi)
- BWV 976 — Concerto Đô trưởng (soạn lại Concerto Op. 3/12 RV265 của Antonio Vivaldi)
- BWV 977 — Concerto Đô trưởng (không rõ nguồn, có thể là concerto của Benedetto Marcello)
- BWV 978 — Concerto Fa trưởng (soạn lại Concerto Op. 3/3 RV310 của Antonio Vivaldi)
- BWV 979 — Concerto Si thứ (không rõ nguồn, có thể là concerto cho violon của Giuseppe Torelli)
- BWV 980 — Concerto Son trưởng (soạn lại Concerto Op. 4/1 RV383a của Antonio Vivaldi)
- BWV 981 — Concerto Đô thứ (có thể là tác phẩm soạn lại từ concerto Op. 1/2 của Benedetto Marcello)
- BWV 982 — Concerto Si áng trưởng (soạn lại từ concerto Op. 1/1 của Johann Ernst)
- BWV 983 — Concerto Son thứ (không rõ nguồn)
- BWV 984 — Concerto Đô trưởng (soạn lại từ concerto của Johann Ernst) (xem BWV 595 bản cho organ)
- BWV 985 — Concerto Son thứ (soạn lại từ một concerto của Georg Philipp Telemann)
- BWV 986 — Concerto Son trưởng (soạn lại từ một concerto cho là của Georg Philipp Telemann)
- BWV 987 — Concerto Rê thứ (soạn lại từ concerto Op. 1/4 của Johann Ernst)

### Biến tấuvà các tác phẩm cho nhạc cụ phím (988–994)
- BWV 988 — Biến tấu Goldberg (in trong Clavier-Übung IV)
- BWV 989 — Aria variata alla maniera italiana, La thứ
- BWV 990 — Sarabande con Partite Đô trưởng (mô phỏng theo Ouverture cho "Bellérophon" (1679) của Jean-Baptiste Lully)
- BWV 991 — Air có biến tấu Đô thứ (chưa xong, trích trong the Bản thảo cho Anna Magdalena Bach năm 1722)
- BWV 992 — Capriccio sopra la lontananza del suo fratello dilettissimo ("Capriccio về sự ra đi của người anh em yêu dấu"), Si giáng trưởng
- BWV 993 — Capriccio Mi trưởng
- BWV 994 — Applicatio Đô trưởng (trong Clavier-Büchlein cho Wilhelm Friedemann Bach)

- Trục trặc khi nghe? Xem hướng dẫn.

## Tác phẩm cho các nhạc cụ độc tấu khác

### Tác phẩm chođàn luýtđộc tấu (995–1000)
- BWV 995 — Tổ khúc Son thứ (chuyển biên từ Tổ khúc cello số 5, BWV 1011)
- BWV 996 — Tổ khúc Mi thứ
- BWV 997 — Tổ khúc Đô thứ
- BWV 998 — Prelude, Fuga và Allegro Mi giáng trưởng
- BWV 999 — Prelude Đô thứ
- BWV 1000 — Fuga Son thứ

| Tổ khúc đàn luýt số 1 - BWV 996, E Thứ - I Präludium; Presto |
|                                                              |
| Martha Goldstein biểu diễn                                   |

| Tổ khúc đàn luýt số 1 - BWV 996, E Thứ - II Allemande |
|                                                       |
| Martha Goldstein biểu diễn                            |

| Tổ khúc đàn luýt số 1 - BWV 996, E Thứ - III Courante |
|                                                       |
| Martha Goldstein biểu diễn                            |

| Tổ khúc đàn luýt số 1 - BWV 996, E Thứ - IV (Sarabande) |
|                                                         |
| Martha Goldstein biểu diễn                              |

| Tổ khúc đàn luýt số 1 - BWV 996, E Thứ - V Bourrée |
|                                                    |
| Martha Goldstein biểu diễn                         |

| Tổ khúc đàn luýt số 1 - BWV 996, E Thứ - VI (Gigue) |
|                                                     |
| Martha Goldstein biểu diễn                          |

| BWV 997 - Tổ khúc đàn luýt số 2 Đô thứ - I Prelude |
|                                                    |
| Martha Goldstein biểu diễn                         |

| BWV 997 - Tổ khúc đàn luýt số 2 Đô thứ - II Fuge |
|                                                  |
| Martha Goldstein biểu diễn                       |

| BWV 997 - Tổ khúc đàn luýt số 2 Đô thứ - III Sarabande |
|                                                        |
| Martha Goldstein biểu diễn                             |

| BWV 997 - Tổ khúc đàn luýt số 2 Đô thứ - IV Gigue - Double |
|                                                            |
| Martha Goldstein biểu diễn                                 |

| Tổ khúc đàn luýt số 2 chuyển biên cho sáo ngang và đàn clavico - BWV 997 - 1. Prelude |
|                                                                                       |
| Alex Murray (sáo ngang) và Martha Goldstein (clavico) biểu diễn                       |

| Tổ khúc đàn luýt số 2 chuyển biên cho sáo ngang và đàn clavico - BWV 997 - 2. Fuga |
|                                                                                    |
| Alex Murray (sáo ngang) và Martha Goldstein (clavico) biểu diễn                    |

| Tổ khúc đàn luýt số 2 chuyển biên cho sáo ngang và đàn clavico - BWV 997 - 3. Sarabande |
|                                                                                         |
| Alex Murray (sáo ngang) và Martha Goldstein (clavico) biểu diễn                         |

| Tổ khúc đàn luýt số 2 chuyển biên cho sáo ngang và đàn clavico - BWV 997 - 4. Gigue - Double |
|                                                                                              |
| Alex Murray (sáo ngang) và Martha Goldstein (clavico) biểu diễn                              |

| BWV 998 - I Prelude        |
|                            |
| Martha Goldstein biểu diễn |

| BWV 998 - II Fuge          |
|                            |
| Martha Goldstein biểu diễn |

| BWV 998 - III Allegro      |
|                            |
| Martha Goldstein biểu diễn |

### Sonata và partita cho violon độc tấu (1001–1006)
- BWV 1001 — Sonata số 1 Son thứ
- BWV 1002 — Partita số 1 Si thứ
- BWV 1003 — Sonata số 2 La thứ
- BWV 1004 — Partita số 2 Rê thứ
- BWV 1005 — Sonata số 3 Đô trưởng
- BWV 1006 — Partita số 3 Mi trưởng

- Trục trặc khi nghe? Xem hướng dẫn.

### Tổ khúc cho đàn luýt độc tấu (1006a)
- BWV 1006a — Tổ khúc Mi trưởng (chuyển biên từ partita số 3 cho violon độc tấu, BWV 1006)

- Trục trặc khi nghe? Xem hướng dẫn.

### Tổ khúc cho cello độc tấu(1007–1012)
- BWV 1007 — Cello Tổ khúc số 1 Son trưởng
- BWV 1008 — Cello Tổ khúc số 2 Rê thứ
- BWV 1009 — Cello Tổ khúc số 3 Đô trưởng
- BWV 1010 — Cello Tổ khúc số 4 Mi-giáng trưởng
- BWV 1011 — Cello Tổ khúc số 5 Đô thứ
- BWV 1012 — Cello Tổ khúc số 6 Rê trưởng

- Trục trặc khi nghe? Xem hướng dẫn.

### Partita chosáo ngangđộc tấu (1013)
- BWV 1013 — Partita La thứ cho sáo ngang độc tấu

- Trục trặc khi nghe? Xem hướng dẫn.

## Tác phẩm song tấu cho đàn clavico và nhạc cụ khác

### Tác phẩm cho violon và nhạc cụ phím (1014–1026)
- BWV 1014 — Sonata Si thứ cho violon và đàn clavico
- BWV 1015 — Sonata La trưởng cho violon và đàn clavico
- BWV 1016 — Sonata Mi trưởng cho violon và đàn clavico
- BWV 1017 — Sonata Đô thứ cho violon và đàn clavico
- BWV 1018 — Sonata Fa thứ cho violon và đàn clavico
- BWV 1018a — Adagio Fa thứ cho violon và đàn clavico (bản trước của chương 3 trích trong BWV 1018)
- BWV 1019 — Sonata Son trưởng cho violon và đàn clavico
- BWV 1019a — Sonata Son trưởng cho violon và đàn clavico (bản trước của BWV 1019)
- BWV 1020 — Sonata Son thứ cho violon (hoặc sáo ngang/recorder) và đàn clavico (hiện ghi cho C.P.E. Bach - H 542.5)
- BWV 1021 — Sonata Son trưởng cho violon và basso continuo
- BWV 1022 — Sonata Fa trưởng cho violon và đàn clavico (nghi ngờ)
- BWV 1023 — Sonata Mi thứ cho violon và basso continuo
- BWV 1024 — Sonata Đô thứ cho violon và basso continuo (nghi ngờ)
- BWV 1025 — Tổ khúc La trưởng cho violon và đàn clavico (dựa trên một sonata của Sylvius Leopold Weiss)
- BWV 1026 — Fuga Son thứ cho violon và đàn clavico (nghi ngờ) [Còn mơ hồ  – thảo luận]

- Trục trặc khi nghe? Xem hướng dẫn.

### Sonata choviola da gambavà nhạc cụ phím (1027–1029)
- BWV 1027 — Sonata số 1 Son trưởng cho viola da gamba và đàn clavico (soạn lại of BWV 1039)
- BWV 1027a — Tam tấu Son trưởng cho organ (soạn lại of chương 4 trích trong BWV 1027)
- BWV 1028 — Sonata số 2 Rê trưởng cho viola da gamba và đàn clavico
- BWV 1029 — Sonata số 3 Son thứ cho viola da gamba và đàn clavico

- Trục trặc khi nghe? Xem hướng dẫn.

### Sonata cho sáo ngangvà nhạc cụ phím (1030–1035)
- BWV 1030 — Sonata Si thứ cho sáo ngang hoặc recorder và đàn clavico
- BWV 1030b - Sonata Son thứ cho đàn clavico và nhạc cụ không rõ (đoán là ôboa hoặc viola da gamba) - bản trước của BWV 1030 chỉ còn phần của đàn clavico
- BWV 1031 — Sonata Mi-giáng trưởng cho sáo ngang hoặc recorder và đàn clavico
- BWV 1032 — Sonata La trưởng cho sáo ngang hoặc recorder và đàn clavico
- BWV 1033 — Sonata Đô trưởng cho sáo ngang hoặc recorder và basso continuo
- BWV 1034 — Sonata Mi thứ cho sáo ngang hoặc recorder và basso continuo
- BWV 1035 — Sonata Mi trưởng cho sáo ngang hoặc recorder và basso continuo

- Trục trặc khi nghe? Xem hướng dẫn.

### Sonata tam tấu(1036–1040)
- BWV 1036 — Sonata Rê thứ cho 2 violon và keyboard (hiện ghi là của Carl Philipp Emanuel Bach)
- BWV 1037 — Sonata Đô trưởng cho 2 violon và keyboard (Hiện ghi là của Johann Gottlieb Goldberg)
- BWV 1038 — Sonata Son trưởng cho sáo ngang, violon và keyboard
- BWV 1039 — Sonata Son trưởng cho 2 sáo ngang và basso continuo
- BWV 1040 — Sonata Fa trưởng cho ôboa, violon và basso continuo

## Concerto và tổ khúc cho dàn nhạc

### Concerto cho violon(1041–1045)
- BWV 1041 — Concerto cho violon La thứ
- BWV 1042 — Concerto cho violon Mi trưởng
- BWV 1043 — Concerto cho 2 violon Rê thứ ("Concerto song tấu")
- BWV 1044 — Concerto cho sáo ngang, violon và đàn clavico La thứ (còn gọi là "Concerto tam tấu") - phóng tác từ prelude và fuga cho đàn clavico La thứ BWV 894 (chương 1 và 3) và chương giữa của sonata cho organ Rê thứ BWV 527 (chương 2).
- BWV 1045 — Đoạn Concerto cho violon Rê trưởng
- BWV 1056 — Concerto cho violon Son thứ (BWV 1056 là concerto cho đàn clavico Fa thứ; được dựng lại cho violon có khả năng là nhạc cụ gốc)

- Trục trặc khi nghe? Xem hướng dẫn.

### Concerto thành Brandenburg(1046–1051)
- BWV 1046 — Concerto thành Brandenburg số 1 Fa trưởng cho violino piccolo, ba ôboa, bassoon, hai corni da caccia, bộ dây và continuo
- BWV 1046a — Sinfonia Fa trưởng (bản trước của BWV 1046)
- BWV 1047 — Concerto thành Brandenburg số 2 Fa trưởng cho trompet, ôboa, recorder, violon, bộ dây và continuo
- BWV 1048 — Concerto thành Brandenburg số 3 Son trưởng cho ba violon, ba viola, ba cello và continuo
- BWV 1049 — Concerto thành Brandenburg số 4 Son trưởng cho violon, hai fiauti d'echo (recorders), bộ dây và continuo
- BWV 1050 — Concerto thành Brandenburg số 5 Rê trưởng cho đàn clavico, violon, sáo ngang và bộ dây
- BWV 1050a — Concerto Rê Trưởng cho đàn clavico, violon, sáo ngang và bộ dây (bản trước của BWV 1050)
- BWV 1051 — Concerto thành Brandenburg số 6 Si-giáng trưởng cho hai viola, hai viola da gamba, cello và continuo

- Trục trặc khi nghe? Xem hướng dẫn.

### Concerto cho đàn clavico(1052–1065)
- BWV 1052 — Concerto cho đàn clavico và bộ dây Rê thứ (dựa trên một bản concerto cho violon đã mất)
- BWV 1053 — Concerto cho đàn clavico và bộ dây Mi trưởng (có lẽ dựa trên một bản concerto cho ôboa đã mất)
- BWV 1054 — Concerto cho đàn clavico và bộ dây Rê trưởng (dựa trên BWV 1042, concerto cho violon Mi trưởng)
- BWV 1055 — Concerto cho đàn clavico và bộ dây La trưởng (dựa trên một bản concerto cho ôboa d'amore đã mất)
- BWV 1056 — Concerto cho đàn clavico và bộ dây Fa thứ (có lẽ dựa trên một bản concerto cho violon đã mất - bản này đôi khi được ghi là concerto cho violon Son thứ)
- BWV 1057 — Concerto cho đàn clavico, 2 recorder và bộ dây Fa trưởng (dựa theo BWV 1049, concerto thành Brandenburg số 4 Son trưởng)
- BWV 1058 — Concerto cho đàn clavico và bộ dây Son thứ (dựa trên BWV 1041, concerto cho violon La thứ)
- BWV 1059 là một bản không đầy chủ chỉ còn 10 hàng. Bản 'dựng lại' từ đây được soạn thành concerto cho đàn clavico, organ và ôboa có sử dụng các đoạn cantata tuy nhiên việc làm này hầu như là võ đoán.
- BWV 1060 — Concerto cho 2 đàn clavico và bộ dây Đô thứ (dựa trên một bản concerto cho violon và ôboa đã mất)
- BWV 1061 — Concerto cho 2 đàn clavico và bộ dây Đô trưởng (bản gốc cho 2 đàn clavico không đệm được biết dưới tên BWV 1061a)
- BWV 1062 — Concerto cho 2 đàn clavico và bộ dây Đô thứ (dựa theo BWV 1043, concerto song tấu cho violon Rê thứ)
- BWV 1063 — Concerto cho 3 đàn clavico và bộ dây Rê thứ
- BWV 1064 — Concerto cho 3 đàn clavico và bộ dây Đô trưởng (dựa trên một bản concerto tam tấu cho violon đã mất)
- BWV 1065 — Concerto cho 4 đàn clavico và bộ dây La thứ (dựa trên concerto cho 4 violon Si thứ (l'estro armonico Op. 3/10, RV580) của Antonio Vivaldi)

- Trục trặc khi nghe? Xem hướng dẫn.

### Tổ khúc giao hưởng(1066–1071)
- BWV 1066 — Tổ khúc giao hưởng số 1 Đô trưởng (cho bộ hơi bằng gỗ, bộ dây và continuo)
  - [Ouverture] (không có mô tả, hai đoạn), Courante, Gavotte I & II, Forlane, Menuet I & II, Bourrée I & II, Passepied I & II.
- BWV 1067 — Tổ khúc giao hưởng số 2 Si thứ (cho sáo ngang, bộ dây và continuo)
  - [Ouverture] (không có mô tả, hai đoạn), Rondeau, Sarabande, Bourrée I & II, Polonaise & Double, Menuet, Badinerie.
- BWV 1068 — Tổ khúc giao hưởng số 3 Rê trưởng (cho ôboa, trompet, timpani, bộ dây và continuo)
  - [Ouverture] (không có mô tả, hai đoạn), Air, Gavotte I & II, Bourrée, Gigue.
- BWV 1069 — Tổ khúc giao hưởng số 4 Rê trưởng (cho ôboa, basson, trompet, timpani, bộ dây và continuo)
  - [Ouverture] (không có mô tả, hai đoạn), Bourrée I & II, Gavotte, Menuet I & II, Rejouissance.
- BWV 1070 — Tổ khúc giao hưởng Son thứ (giả Bach - WF Bach)
- BWV 1071 — Sinfonia Fa trưởng (ban đầu gộp với tổ khúc giao hưởng, nay được ghi thành BWV 1046a)

- Trục trặc khi nghe? Xem hướng dẫn.

## Canon(hát đuổi) (1072–1078)
- BWV 1072 — Canon trias harmonica a 8
- BWV 1073 — Canon a 4 perpetuus
- BWV 1074 — Canon a 4
- BWV 1075 — Canon a 2 perpetuus
- BWV 1076 — Canon triplex a 6
- BWV 1077 — Canone doppio sopr'il soggetto
- BWV 1078 — Canon super fa mi a 7 post tempus misicum

## Tác phẩmđối âmthời kỳ cuối (1079–1080)
- BWV 1079 — Musikalisches Opfer (Đồ cúng bằng âm nhạc)
- BWV 1080 — Die Kunst der Fuge (Nghệ thuật fuga)

## Tác phẩm đánh số BWV gần đây

### Miscellaneous (BWV 1081–1089)
- BWV 1081 — Credo in unum Deum in F-dur (cho dàn hợp xướng)
- BWV 1082 — Suscepit Israel puerum suum (cho dàn hợp xướng)
- BWV 1083 — Tilge, Höchster, meine Sünden (motet, nhại Stabat Mater của Pergolesi)
- BWV 1084 — O hilf, Christe, Gottes Sohn (hợp xướng)
- BWV 1085 — O Lamm Gottes, unschuldig (prelude hợp xướng)
- BWV 1086 — Canon concordia discors — organ
- BWV 1087 — organ
- BWV 1088 — So heb ich denn mein Auge sehnlich auf (aria cho bass)
- BWV 1089 — Da Jesus an dem Kreutze stund (hợp xướng)

### Hợp xướng Neumeister(BWV 1090–1120)
- BWV 1090 — Wir Christenleut
- BWV 1091 — Das alte Jahr vergangen ist
- BWV 1092 — Herr Gott, nun schleuß den Himmel auf
- BWV 1093 — Herzliebster Jesu, was hast du verbrochen
- BWV 1094 — O Jesu, wie ist dein Gestalt
- BWV 1095 — O Lamm Gottes unschuldig
- BWV 1096 — Christe, der du bist Tag und Licht (oder: Wir danken dir, Herr Jesu Christ)
- BWV 1097 — Ehre sei dir, Christe, der du leidest Not
- BWV 1098 — Wir glauben all an einen Gott
- BWV 1099 — Aus tiefer Not schrei ich zu dir
- BWV 1100 — Allein zu dir, Herr Jesu Christ
- BWV 1101 — Durch Adams Fall ist ganz verderbt
- BWV 1102 — Du Friedefürst, Herr Jesu Christ
- BWV 1103 — Erhalt uns, Herr, bei deinem Wort
- BWV 1104 — Wenn dich Unglück tut greifen an
- BWV 1105 — Jesu, meine Freude
- BWV 1106 — Gott ist mein Heil, mein Hilf und Trost
- BWV 1107 — Jesu, meines Lebens Leben
- BWV 1108 — Als Jesus Christus in der Nacht
- BWV 1109 — Ach Gott, tu dich erbarmen
- BWV 1110 — O Herre Gott, dein göttlich Wort
- BWV 1111 — Nun lasset uns den Leib begrab'n
- BWV 1112 — Christus, der ist mein Leben
- BWV 1113 — Ich hab mein Sach Gott heimgestellt
- BWV 1114 — Herr Jesu Christ, du höchstes Gut
- BWV 1115 — Herzlich lieb hab ich dich, o Herr
- BWV 1116 — Was Gott tut, das ist wohlgetan
- BWV 1117 — Alle Menschen müssen sterben
- BWV 1118 — Werde munter, mein Gemüte
- BWV 1119 — Wie nach einer Wasserquelle
- BWV 1120 — Christ, der du bist der helle Tag

- Trục trặc khi nghe? Xem hướng dẫn.

### Tác phẩm khác cho organ (BWV 1121–1126)
- BWV 1121 — Fantasie
- BWV 1122 — Denket doch, Ihr Menschenkinder
- BWV 1123 — Wo Gott zum Haus nicht gibt sein Gut
- BWV 1124 — Ich ruf zu Dir, Herr Jesu Christ
- BWV 1125 — O Gott, du trích trongmer Gott
- BWV 1126 — Lobet Gott, unsern Herrn

### Ariabộ khúc(BWV 1127)
- BWV 1127 — Alles mit Gott, und nichts ohn' ihn (mới tìm thấy bản thanh nhạc, tháng 6/2005)

### Fantasia hợp xướng cho organ (BWV 1128)
- BWV 1128 — Wo Gott der Herr nicht bei uns hält (tìm lại tháng 3 năm 2008)[1]

## BWV Anh. 43 đến BWV Anh. 189 (phụ lục)

### Various works
- BWV Anh. 43 — Fuga — Organ Works
- BWV Anh. 44 — Fuga — Organ Works
- BWV Anh. 45 — Fuga — Organ Works
- BWV Anh. 46 — Trio — Organ Works
- BWV Anh. 47 — Ach Herr, mich armen Sünder — tác phẩm nghi ngờ
- BWV Anh. 48 — Allein Gott in der Höh' sei Ehr — tác phẩm nghi ngờ
- BWV Anh. 49 — Ein feste Burg ist unser Gott — tác phẩm nghi ngờ
- BWV Anh. 50 — Erhalt uns, Herr, bei deinem Wort — tác phẩm nghi ngờ
- BWV Anh. 51 — Erstanden ist der heilige Christ — tác phẩm nghi ngờ
- BWV Anh. 52 — Freu dich sehr, o meine Seele — tác phẩm nghi ngờ
- BWV Anh. 53 — Freu dich sehr, o meine Seele — tác phẩm nghi ngờ
- BWV Anh. 54 — Helft mir Gottes Güte preisen — tác phẩm nghi ngờ
- BWV Anh. 55 — Herr Christ, der einig' Gottes Sohn — tác phẩm nghi ngờ
- BWV Anh. 56 — Herr Jesu Christ, dich zu uns wend' — tác phẩm nghi ngờ
- BWV Anh. 57 — Jesu Leiden, Pein und Tod — tác phẩm nghi ngờ
- BWV Anh. 58 — Jesu, meine Freude — tác phẩm nghi ngờ
- BWV Anh. 59 — Jesu, meine Freude — tác phẩm nghi ngờ
- BWV Anh. 60 — Non lob', mein' Seel' den Herren — tác phẩm nghi ngờ
- BWV Anh. 61 — O Mensch, bewein' dein' Sünde groß — tác phẩm nghi ngờ
- BWV Anh. 62a — Sei Lob und Ehr mit hohem Preis — tác phẩm nghi ngờ
- BWV Anh. 62b — Sei Lob und Ehr mit hohem Preis — tác phẩm nghi ngờ
- BWV Anh. 63 — Von Himmel hoch — tác phẩm nghi ngờ
- BWV Anh. 64 — Von Himmel hoch — tác phẩm nghi ngờ
- BWV Anh. 65 — Von Himmel hoch — tác phẩm nghi ngờ
- BWV Anh. 66 — Wachet auf, ruft uns die Stimme — tác phẩm nghi ngờ
- BWV Anh. 67 — Was Gott tut, das ist wohlgetan — tác phẩm nghi ngờ
- BWV Anh. 68 — Wer nur den lieben Gott läßt walten — tác phẩm nghi ngờ
- BWV Anh. 69 — Wir glauben all' an einen Gott — tác phẩm nghi ngờ
- BWV Anh. 70 — Wir glauben all' an einen Gott — tác phẩm nghi ngờ
- BWV Anh. 71 — Wo Gott, der Herr, nicht bei uns hält — tác phẩm nghi ngờ
- BWV Anh. 72 — Canon — tác phẩm nghi ngờ
- BWV Anh. 77 — Herr Christ, der einig' Gottes Sohn — tác phẩm nghi ngờ
- BWV Anh. 78 — Wenn wir in höchsten Nöten sein — tác phẩm nghi ngờ
- BWV Anh. 79 — Befiehl du deine Wege — tác phẩm nghi ngờ
- BWV Anh. 107 — Fuga — tác phẩm nghi ngờ
- BWV Anh. 108 — Fuga — tác phẩm nghi ngờ
- BWV Anh. 109 — Fuga — tác phẩm nghi ngờ
- BWV Anh. 110 — Fuga — tác phẩm nghi ngờ
- BWV Anh. 111 — Largo & Allegro — tác phẩm nghi ngờ
- BWV Anh. 112 — Grave — tác phẩm nghi ngờ

### Bản thảo Anna Magdalena
Xem Bản thảo cho Anna Magdalena Bach.
- BWV Anh. 113 — Minuet — tác phẩm nghi ngờ
- BWV Anh. 114 — Minuet — Attributed to Christian Petzold
- BWV Anh. 115 — Minuet — Attributed to Christian Petzold
- BWV Anh. 116 — Minuet — tác phẩm nghi ngờ
- BWV Anh. 117a — Minuet — tác phẩm nghi ngờ
- BWV Anh. 117b — Minuet — tác phẩm nghi ngờ
- BWV Anh. 118 — Minuet — tác phẩm nghi ngờ
- BWV Anh. 119 — Polonaise — tác phẩm nghi ngờ
- BWV Anh. 120 — Minuet — tác phẩm nghi ngờ
- BWV Anh. 121 — Minuet — tác phẩm nghi ngờ
- BWV Anh. 122 — March — C.P.E. Bach
- BWV Anh. 123 — Polonaise — C.P.E. Bach
- BWV Anh. 124 — March — C.P.E. Bach
- BWV Anh. 125 — Polonaise — C.P.E. Bach
- BWV Anh. 126 — Musette — tác phẩm nghi ngờ
- BWV Anh. 127 — March — tác phẩm nghi ngờ
- BWV Anh. 128 — Polonaise — tác phẩm nghi ngờ
- BWV Anh. 129 — Solo — C.P.E. Bach
- BWV Anh. 130 — Polonaise — Johann Adolph Hasse
- BWV Anh. 131 — Movement — tác phẩm nghi ngờ
- BWV Anh. 132 — Minuet — tác phẩm nghi ngờ

### Tác phẩm giả Bach
- BWV Anh. 133 — Fantasia — tác phẩm nghi ngờ
- BWV Anh. 134 — Scherzo — tác phẩm nghi ngờ
- BWV Anh. 135 — Buslesca — tác phẩm nghi ngờ
- BWV Anh. 136 — Trio — tác phẩm nghi ngờ
- BWV Anh. 137 — L'Intrada della Caccia — tác phẩm nghi ngờ
- BWV Anh. 138 — Continuazione della Caccia — tác phẩm nghi ngờ
- BWV Anh. 139 — Il Fine delle Caccia — I — tác phẩm nghi ngờ
- BWV Anh. 140 — Il Fine delle Caccia — II — tác phẩm nghi ngờ
- BWV Anh. 141 — Song of Psalm: O Gott die Christenhalt — tác phẩm nghi ngờ
- BWV Anh. 142 — Psalm 110 — tác phẩm nghi ngờ
- BWV Anh. 143 — Polonaise — tác phẩm nghi ngờ
- BWV Anh. 144 — Polonaise Trio — tác phẩm nghi ngờ
- BWV Anh. 145 — March — tác phẩm nghi ngờ
- BWV Anh. 146 — March — tác phẩm nghi ngờ
- BWV Anh. 147 — La Combattuta — tác phẩm nghi ngờ
- BWV Anh. 148 — Scherzo — tác phẩm nghi ngờ
- BWV Anh. 149 — Minuet — tác phẩm nghi ngờ
- BWV Anh. 150 — Trio — tác phẩm nghi ngờ
- BWV Anh. 151 — Concerto — tác phẩm nghi ngờ
- BWV Anh. 152 — Concerto — tác phẩm nghi ngờ
- BWV Anh. 153 — Sonata — tác phẩm nghi ngờ

### Tác phẩm không phải của Bach
- BWV Anh. 158 — Aria: Andro dall' colle al prato — tác phẩm nhận sai cho Bach
- BWV Anh. 159 — Motet: Ich lasse dich nicht, du segnest mich denn — tác phẩm nhận sai cho Bach
- BWV Anh. 160 — Motet: Jauchzet dem Herrn, alle Welt — tác phẩm nhận sai cho Bach
- BWV Anh. 161 — Motet: Kundlich gross ist das gottselige Geheimnis — tác phẩm nhận sai cho Bach
- BWV Anh. 162 — Motet: Lob und Ehre und Weishelt und Dank — tác phẩm nhận sai cho Bach
- BWV Anh. 163 — Motet: Merk aud, mein Herz, und sieh dorthin — tác phẩm nhận sai cho Bach
- BWV Anh. 164 — Motet: Nun danket alle Gott — tác phẩm nhận sai cho Bach
- BWV Anh. 165 — Motet: Unser Wandel ist im Himmel — tác phẩm nhận sai cho Bach
- BWV Anh. 177 — Prelude và Fuga - Falsely Attributed (Johann Christoph Bach soạn)
- BWV Anh. 178 — Toccata quasi Fantasia with Fuga — tác phẩm nhận sai cho Bach
- BWV Anh. 179 — Fantasia — tác phẩm nhận sai cho Bach
- BWV Anh. 180 — Fuga — tác phẩm nhận sai cho Bach
- BWV Anh. 181 — Fuga — tác phẩm nhận sai cho Bach
- BWV Anh. 182 — Passacaglia — by Christian Friedrich Witt
- BWV Anh. 183 — Rondeau - Les Bergeries của François Couperin, có trong Bản thảo cho Anna Magdalena Bach
- BWV Anh. 184 — Sonata — tác phẩm nhận sai cho Bach
- BWV Anh. 185 — Sonata — tác phẩm nhận sai cho Bach
- BWV Anh. 186 — Sonata — tác phẩm nhận sai cho Bach
- BWV Anh. 187 — Trio — tác phẩm nhận sai cho Bach
- BWV Anh. 188 — Sonata (Concerto) cho 2 clavier — tác phẩm nhận sai cho Bach
- BWV Anh. 189 — Concerto La thứ — tác phẩm nhận sai cho Bach

## Concerto dựng lại
Mỗi bản concerto dựng lại dựa theo bản concerto cho đàn clavico, để soạn cho nhạc cụ gốc ban đầu. ác bản dựng lại thường ký hiệu, ví dụ, BWV 1052R (R viết tắt từ tiếng Đức nghĩa là dựng lại).
- BWV 1052r — Concerto cho violon Rê thứ (dựng lại từ BWV 1052)
- BWV 1053r — Concerto cho ôboa d'amore Rê trưởng / Concerto cho ôboa Fa trưởng (dựng lại từ BWV 1053)
- BWV 1055r — Concerto co ô-boa d'amore La trưởng (dựng lại từ BWV 1055)
- BWV 1056r — Concerto cho violon Son thứ / Concerto cho ôboa Son thứ (dựng lại từ BWV 1056)
- BWV 1059r — Concerto cho ô-boa Rê thứ (dựng lại từ BWV 1059 và các bản cantat đi kèm - bản dựng lại hầu hết, vì chỉ còn không hơn 10 hàng nhạc)
- BWV 1060r — Concerto cho violon và ô-boa Đô thứ/D thứ (dựng lại từ BWV 1060)
- BWV 1064r — Concerto cho ba violon Rê trưởng (dựng lại từ BWV 1064)